# Torrecilla de la Abadesa
Torrecilla de la Abadesa ist ein nordspanischer Ort und eine Gemeinde (municipio) mit 250 Einwohnern (Stand: 2024) in der Provinz Valladolid in der autonomen Region Kastilien-León.

## Lage
Torrecilla de la Abadesa liegt in der kastilischen Hochebene in einer Höhe von etwa 685 m am Río Duero, der die Gemeinde im Süden begrenzt. Die Autovía A-11 führt an der nördlichen Gemeindegrenze entlang. Die Provinzhauptstadt Valladolid befindet sich knapp 38 km (Fahrtstrecke) nordöstlich. Das Klima im Winter ist durchaus kalt, im Sommer dagegen warm bis heiß; die spärlichen Regenfälle (ca. 466 mm/Jahr) fallen verteilt übers ganze Jahr.

## Bevölkerungsentwicklung
| Jahr      | 1970 | 1981 | 1991 | 2001 | 2011 | 2021 |
| Einwohner | 597  | 404  | 405  | 349  | 318  | 270  |

## Sehenswürdigkeiten
- Stephanuskirche (Iglesia de San Esteban)

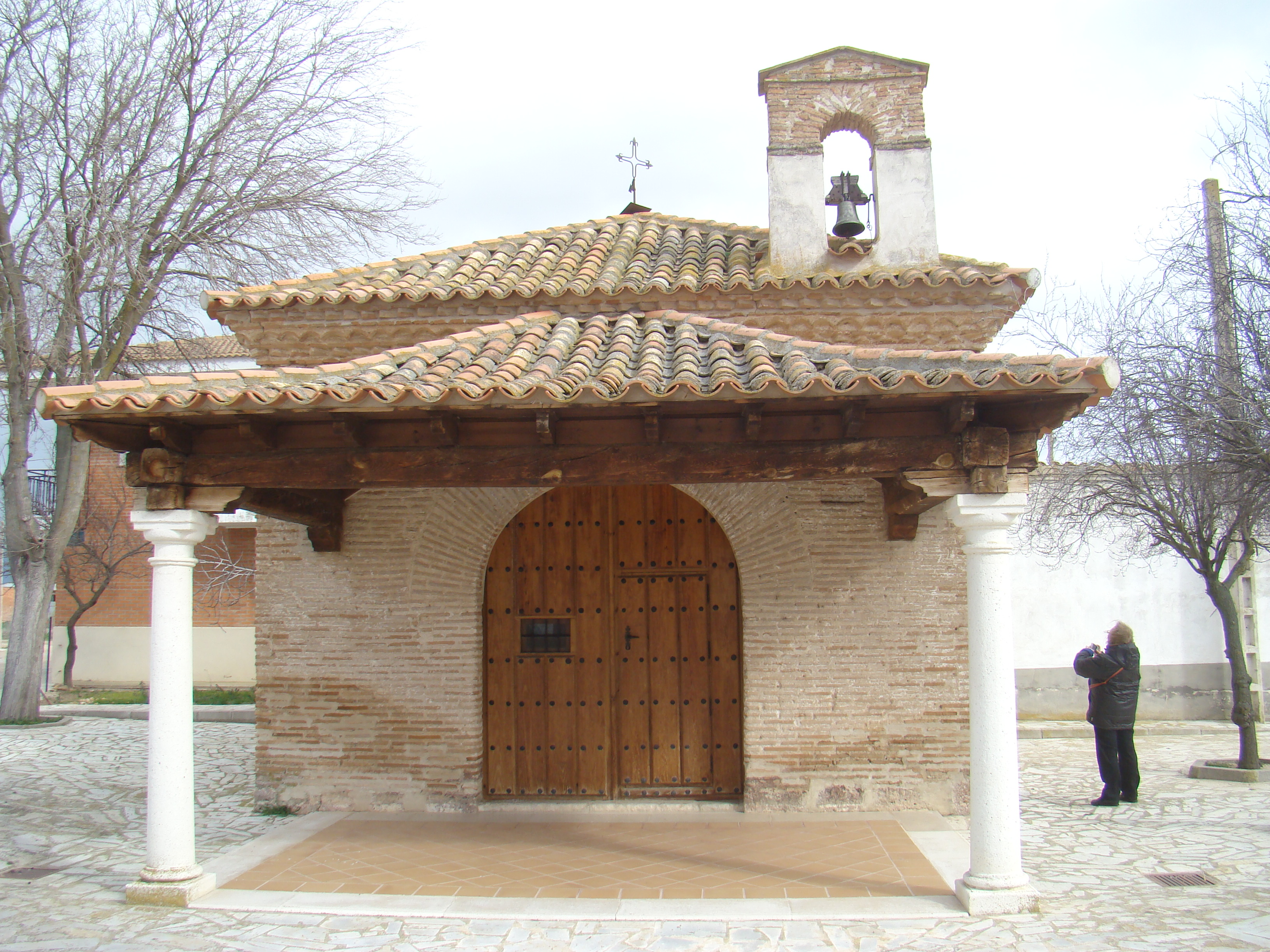
Christuskapelle

- Christuskapelle